# Фторид-трииодид кремния
Фторид-трииодид кремния — неорганическое соединение,
фтор- и иодпроизводное моносилана с формулой SiI3F,
бесцветная жидкость,
реагирует с водой.

## Получение
- Нагревание смеси гексафторосиликата натрия и иодида алюминия до 290-360°С, образующиеся газы собирают в последовательно соединённые ловушки с температурой -130, -78 и 0°С. Полученные смеси галогенидов разделяют фракционной перегонкой в вакууме.
- Пропускание смеси тетрафторида кремния и тетраиодида кремния через трубку, нагретую до 700°С. Полученную смесь галогенидов разделяют фракционной перегонкой в вакууме.

## Физические свойства
Фторид-трииодид кремния образует бесцветную жидкость,
легко гидролизуется водой.